# Cerro El Jihuingo
Cerro El Jihuingo är ett berg i Mexiko.   Det ligger i kommunen Tepeapulco och delstaten Hidalgo, i den sydöstra delen av landet, 80 km nordost om huvudstaden Mexico City. Toppen på Cerro El Jihuingo är 3 241 meter över havet, eller 55 meter över den omgivande terrängen. Bredden vid basen är 0,67 kilometer.
Terrängen runt Cerro El Jihuingo är kuperad österut, men västerut är den platt. Runt Cerro El Jihuingo är det ganska tätbefolkat, med 104 invånare per kvadratkilometer. Närmaste större samhälle är Tepeapulco, 5,0 km söder om Cerro El Jihuingo. Trakten runt Cerro El Jihuingo består till största delen av jordbruksmark.